# Plavecký bazén Slovany
Bazén v Plzni na Slovanech má dlouhou historii a stále patří mezi nejnavštěvovanější plavecké areály na Plzeňsku. Bazén Slovany patří do majetku města Plzně a jeho provozovatelem je Plavecký klub Slávia VŠ Plzeň. Současně se dá využívat krytý i venkovní bazén, tobogán a další vodní atrakce, sauna nebo parní komora.

## Výstavba bazénu
Budování plaveckého areálu probíhalo v letech 1978–1985. Budovu navrhl tým projektantů v čele s Ing. arch. Pavlem Němečkem, CSc. Zázemí plaveckého bazénu tvoří tři podlaží. Roku 1986 se návštěvníkům otevřel krytý bazén a v roce 1987 byl dostavěn venkovní plavecký bazén.
Před rekonstrukcí v roce 2020 se objekt plaveckého bazénu sestával ze tři podlaží. Vstupní bazénová haly s pokladnou v nejvyšším patře, bočního vchodu a dámských šaten v patře prostředním a ve spodním patře byly pánské šatny, finská sauna a strojovna technologií. Dětský bazén byl umístěn v nynějších společných šatnách se sprchami.

#### Další úpravy
V následujících letech probíhaly další, ale už ne tak výrazné úpravy areálu bazénu. Vybudován byl například bezbariérový přístup u vchodu do budovy a k venkovnímu bazénu, vyměněny byly vzduchotechnické jednotky, pořízena moderní úpravna vody, vyměněny cirkulační čerpadla a ocelové filtry, zrekonstruována byla střecha, sauna, parní lázně a další.

#### Rekonstrukce zázemí bazénů[1]
Po rekonstrukci na konci roku 2020 byl zaveden čipový systém kdy vstup řídí turnikety a skřínky šaten se otevírají čipem. Šatny jsou společné a jsou v nich převlékací boxy. Tudíž vchod, bazén a šatny jsou ve společném prostředním patře. Horní vchod byl zrušen a pokladna přesunuta do prostředního patra. Dvě parní sauny se nachází v prostředním patře hned vedle velkého bazénu. Finská sauna je v podzemním podlaží a jsou k ní extra turnikety, protože se platí zvlášť. Dětský bazén je nyní umístěn na opačné straně objektu, kde kvůli němu byla postavena nová budova. Podoba rekonstrukce je dobře zachycena na videu

## Vodní atrakce
Plavecký areál na Slovanech byl jedním z prvních v České republice, který se mohl pyšnit spirálovou skluzavkou. Její dosavadní umístění uvnitř haly nebylo vyhovující, jelikož zabíralo příliš prostoru. V roce 2000 byla proto zahájena rekonstrukce, ze které vzešel 80 metrů dlouhý tobogán. Jeho konstrukce byla tentokrát řešena ve vnější části haly. Z hlavní bazénové haly tobogán nyní neubírá žádný prostor, i schodiště k tobogánu je řešeno vnější přístavbou.
V roce 2001 byly postaveny další vodní atrakce u bazénu. Nově vznikl relaxační bazén, dvě kruhové vířivky, dětské brouzdaliště nebo „divoká řeka“.

## Bazén pro profesionální plavce i pro veřejnost
Plavecký areál na Slovanech je hojně navštěvován rodinami s dětmi, ale konají se zde i různé plavecké závody. Součástí bazénové haly je tribuna až pro 450 návštěvníků. Ročně navštíví bazén okolo 500 tisíc návštěvníků.